# Helmut Leierer
Helmut Leierer (geboren am 14. Februar 1931 in Wien) ist ein österreichischer Architekt.

## Leben
Helmut Leierer hat die Maurerlehre und Staatsgewerbeschule in Salzburg absolviert. Von 1952 bis 1955 studierte er an der Akademie der Bildenden Künste bei Holzmeister. Nach dem Studium begann er bei den Architekten Kitt und Lippert und war er ab 1960 als selbständiger Architekt in Wien und Hollabrunn tätig.  Ab Mitte der 70er Jahre unterrichtete er an der HTL Schellinggasse in Wien in der Abteilung Tiefbau. Mit seinen Büro in Hollabrunn plante er einige wesentliche Bauten der 70er Jahre, wie den Flughafen Salzburg, die HTL in Hollabrunn oder Wiener Gemeindebauten. Anfang der 90er Jahre übergab Leierer seine Ateliers in Wien und Hollabrunn Ernst Maurer und zog sich ins Privatleben zurück. Als Architekt im Ruhestand bemüht er sich weiterhin um die Erhaltung der Kellergassen im Weinviertel.

## Bauten (Auswahl)

### Wohn- und Geschäftsbauten
- 1967–1968 Brigittenauer Lände 170-172, Wien[2]
- 1976–1978 HTL Hollabrunn
- Bauaufsicht beim Regierungsviertel in Sankt Pölten[3]
- Sporthalle in Hollabrunn
- Raiffeisen Zentralbank in Wien

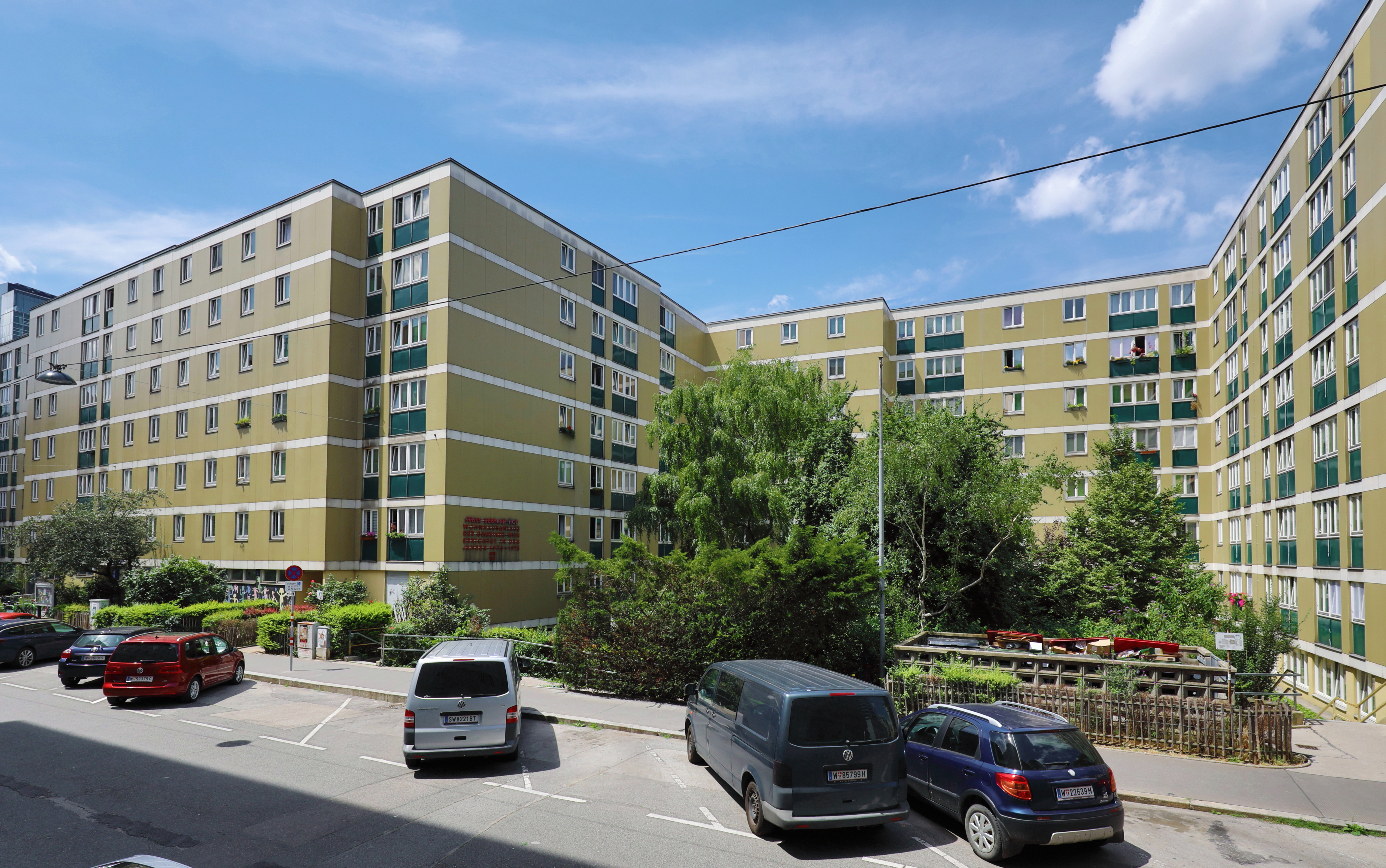
Julius-Bermann-Hof
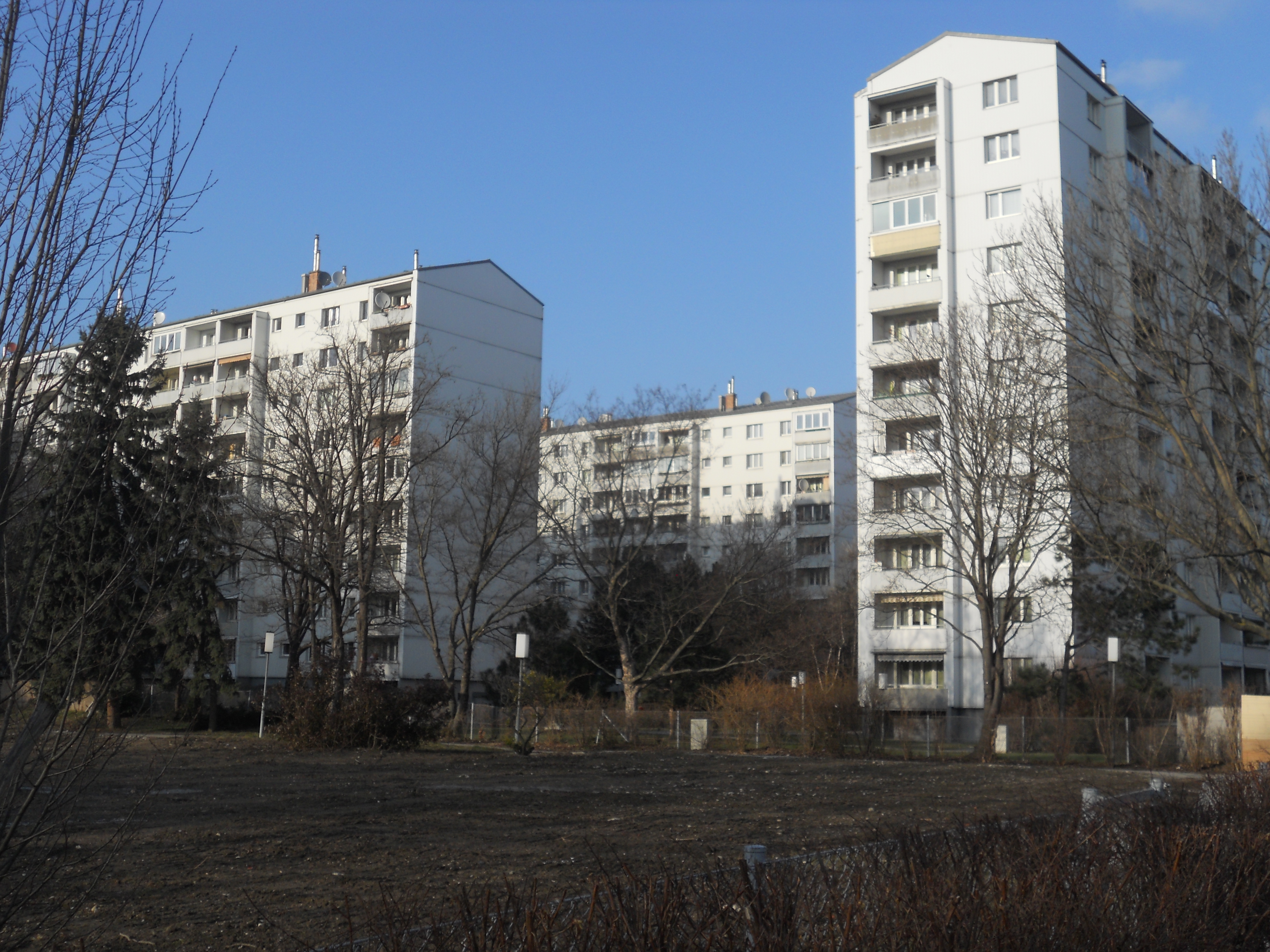
Brigittenauer Lände 170-172
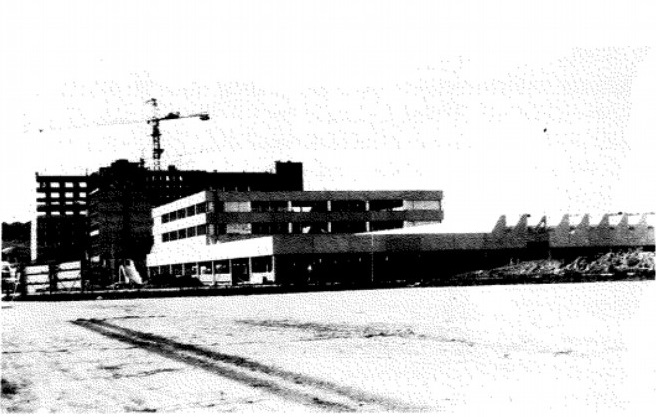
HTL Hollabrunn Baustelle

- Julius-Bermann-Hof
- Brigittenauer Lände 170-172
- HTL Hollabrunn Baustelle

### Verkehrsbauten
- 1958–1961 Flughafen Salzburg